# فارندیش
فارندیش (به انگلیسی: Farndish) یک روستا در بریتانیا است که در بدفورد واقع شده‌است. فارندیش ۴۰ نفر جمعیت دارد.